# Les Hôpitaux-Vieux
Les Hôpitaux-Vieux település Franciaországban, Doubs megyében. Lakosainak száma 463 fő (2022. január 1.). Les Hôpitaux-Vieux La Cluse-et-Mijoux, Montperreux, Touillon-et-Loutelet, Jougne és Les Hôpitaux-Neufs községekkel határos.

## Népesség
A település népességének változása:
| Lakosok száma | 141  | 170  | 245  | 332  | 411  | 431  | 450  | 463  | 464  | 463  |
|               | 1968 | 1982 | 1990 | 2006 | 2013 | 2015 | 2017 | 2019 | 2020 | 2022 |